# Mistrzostwa Panamerykańskie w Judo 1952
Mistrzostwa panamerykańskie odbywały się w dniu 8 października 1952 roku w Hawanie. W tabeli medalowej tryumfowali judocy z Argentyny.

## Klasyfikacja medalowa
| Miejsce | Państwo           |   |   |   | Razem |
| ------- | ----------------- | - | - | - | ----- |
| 1       | Argentyna         | 3 | 0 | 0 | 3     |
| 2       | Stany Zjednoczone | 1 | 4 | 0 | 5     |
| Razem   | Razem             | 4 | 4 | 0 | 8     |

## Medaliści

### Mężczyźni
| Konkurencja: | Złoto:          | Srebro:      | Brąz: |
| 1.er kyu     | Vahakn Paladian | L.Furukawa   | ----  |
| 1.er dan     | Raúl Rodríguez  | R.Balhatchet | ----  |
| 2.er dan     | Reynaldo Forti  | F.Houbbard   | ----  |
| Open         | John Osako      | H.Okamura    | ----  |